# Viktor Danilov
Viktor Danilov (in russo Виктор Петрович Данилов?; Jaroslavl', 20 luglio 1927 – Jaroslavl', 7 dicembre 2016) è stato un presbitero, storico, pubblicista e traduttore russo.
Arciprete della Chiesa greco-cattolica bielorussa, fu oggetto della persecuzione dei cristiani in URSS, prigioniero di Gulag, dissidente

## Biografia
Frequentò l'Università pedagogica, ma non riesce a terminare gli sudi perché nel 1948 viene arrestato, accusato “di propaganda antisovietica” e condannato a 10 anni di Gulag che sconta nei pressi di Inta dove ha occasione di conoscere i sacerdoti cattolici che lo aiutano a superare le sue idee marxiste ed atee e, infine, a chiedere il battesimo. Nel 1955 può godere dell'amnistia concessa dopo la morte di Stalin. Grazie al “disgelo” concesso da Nikita Sergeevič Chruščёv, gli è permesso di fare l'elettricista. Nel 1960 Viktor si stabilisce in a Vilnius e nel 1967 a Hrodna. Qui si impegna particolarmente in un lavoro missionario e, di conseguenza, diventa oggetto di particolare attenzione da parte del KGB. Per due volte perquisiscono il suo appartamento dove scoprono materiale pericoloso, “letteratura religiosa” e del Samizdat. Molte volte è richiamato dalla polizia a moderare l'attività missionaria. Nel 1970 è invitato dal vescovo locale a prepararsi al sacerdozio. Nel 1976 viene ordinato segretamente sacerdote di rito bizantino dal vescovo della Chiesa greco-cattolica ucraina Volodymyr Sterniuk a Leopoli. La sua attività missionaria si estende fino alle regioni della Siberia e del Kazakistan. Danilov non manca di coltivare cordiale amicizia con i sacerdoti ortodossi, animati dallo stesso zelo missionario, in particolare con Dmitrij Dudko e Aleksandr Men. Nell'anno 1992 è parroco di una parrocchia greco cattolica a Hrodna.

## Opere
- My way to God and to the Catholic Church, Grodno, 1997, 2003.